# Клэкстон, Спиди
Крейг «Спиди» Клэкстон (англ. Craig "Speedy" Claxton; родился 8 мая 1978 года в Хемпстеде, Нассо, Лонг-Айленд, Нью-Йорк, США) — американский профессиональный баскетболист, выступавший в Национальной баскетбольной ассоциации.

## Карьера в НБА

### Сан-Антонио Спёрс (2002)
Клэкстон был выбран под 20-м номером на драфте НБА 2000 года командой «Филадельфия-76». Он пропустил свой первый сезон из-за травмы колена, получивший её перед началом сезона. В 2002 году Спиди был обменян в Сан-Антонио Спёрс, где он стал чемпионом в 2003 году, как подменщик Тони Паркера. В шестой игре финальной серии против Лейкерс, Клэкстон набрал 13 очков и сделал 4 результативные передачи в последние 23 минут игры.

### Голден Стэйт Уорриорз (2003—2005)
В 2003 году Спиди подписал трехлетний контракт с Голден Стэйт Уорриорз на сумму 10 млн долларов США.

### Нью-Орлеан Хорнетс (2005—2006)
24 февраля 2005 года Клэкстон вместе с Дейлом Дэвисом был обменян в Нью-Орлеан Хорнетс на Бэрона Дэвиса.

### Атланта Хокс (2006—2009)
12 июля 2006 года Клэкстон подписал четырехлетний контракт на сумму около $ 25 млн с Атланта Хокс. Он сыграл всего лишь 44 игры за Хокс, потому что Спиди был часто травмирован.

### Возвращение в Уорриорз (2009—2010)
25 июня 2009 года вместе с Аки Лавом был обменян в Голден Стэйт Уорриорз на Джамала Кроуфорда. 6 февраля 2010 года он отказался от контракта с «Голден Стэйт», после того как команда подписала Энтони Толливера на оставшуюся часть сезона.

## Личная жизнь
Родители Спиди родом из Антигуа и Барбуда. Его сестра, Лиза, выступала за «Red Storm» из Сент-Джонса в женской баскетбольной команде. Клэкстон женат, его жену зовут Мика, у них есть две дочери, которых зовут Анйя и Ландон.

## Статистика

### Статистика в НБА
| Сезон                                                                                    | Команда      | Регулярный сезон | Регулярный сезон | Регулярный сезон | Регулярный сезон | Регулярный сезон | Регулярный сезон | Регулярный сезон | Регулярный сезон | Регулярный сезон | Регулярный сезон | Регулярный сезон | Серия плей-офф | Серия плей-офф | Серия плей-офф | Серия плей-офф | Серия плей-офф | Серия плей-офф | Серия плей-офф | Серия плей-офф | Серия плей-офф | Серия плей-офф | Серия плей-офф |
| Сезон                                                                                    | Команда      | GP               | GS               | MPG              | FG%              | 3P%              | FT%              | RPG              | APG              | SPG              | BPG              | PPG              | GP             | GS             | MPG            | FG%            | 3P%            | FT%            | RPG            | APG            | SPG            | BPG            | PPG            |
| ---------------------------------------------------------------------------------------- | ------------ | ---------------- | ---------------- | ---------------- | ---------------- | ---------------- | ---------------- | ---------------- | ---------------- | ---------------- | ---------------- | ---------------- | -------------- | -------------- | -------------- | -------------- | -------------- | -------------- | -------------- | -------------- | -------------- | -------------- | -------------- |
| 2001/02                                                                                  | Филадельфия  | 67               | 19               | 22,8             | 40,0             | 12,1             | 83,8             | 2,4              | 3,0              | 1,4              | 0,1              | 7,2              | 5              | 0              | 9,8            | 33,3           | 0,0            | 66,7           | 0,2            | 2,8            | 1,0            | 0,0            | 2,4            |
| 2002/03                                                                                  | Сан-Антонио  | 30               | 0                | 15,7             | 46,2             | 0,0              | 68,4             | 1,9              | 2,5              | 0,7              | 0,2              | 5,8              | 24             | 0              | 13,6           | 43,8           | -              | 75,0           | 1,9            | 1,9            | 0,7            | 0,2            | 5,2            |
| 2003/04                                                                                  | Голден Стэйт | 60               | 29               | 26,6             | 42,7             | 18,2             | 81,3             | 2,6              | 4,5              | 1,6              | 0,2              | 10,6             | Не участвовал  | Не участвовал  | Не участвовал  | Не участвовал  | Не участвовал  | Не участвовал  | Не участвовал  | Не участвовал  | Не участвовал  | Не участвовал  | Не участвовал  |
| 2004/05                                                                                  | Голден Стэйт | 46               | 44               | 32,7             | 43,1             | 19,2             | 76,1             | 3,3              | 6,2              | 1,9              | 0,1              | 13,1             | Не участвовал  | Не участвовал  | Не участвовал  | Не участвовал  | Не участвовал  | Не участвовал  | Не участвовал  | Не участвовал  | Не участвовал  | Не участвовал  | Не участвовал  |
| 2004/05                                                                                  | Нью-Орлеан   | 16               | 3                | 22,8             | 37,3             | 11,1             | 61,0             | 1,9              | 5,5              | 1,4              | 0,1              | 6,8              | Не участвовал  | Не участвовал  | Не участвовал  | Не участвовал  | Не участвовал  | Не участвовал  | Не участвовал  | Не участвовал  | Не участвовал  | Не участвовал  | Не участвовал  |
| 2005/06                                                                                  | Нью-Орлеан   | 71               | 3                | 28,4             | 41,3             | 27,0             | 76,9             | 2,7              | 4,8              | 1,5              | 0,1              | 12,3             | Не участвовал  | Не участвовал  | Не участвовал  | Не участвовал  | Не участвовал  | Не участвовал  | Не участвовал  | Не участвовал  | Не участвовал  | Не участвовал  | Не участвовал  |
| 2006/07                                                                                  | Атланта      | 42               | 31               | 25,1             | 32,7             | 21,4             | 55,0             | 1,9              | 4,4              | 1,7              | 0,1              | 5,3              | Не участвовал  | Не участвовал  | Не участвовал  | Не участвовал  | Не участвовал  | Не участвовал  | Не участвовал  | Не участвовал  | Не участвовал  | Не участвовал  | Не участвовал  |
| 2008/09                                                                                  | Атланта      | 2                | 0                | 7,6              | 28,6             | -                | 50,0             | 0,0              | 1,5              | 0,0              | 0,0              | 2,5              | 1              | 0              | 3,3            | -              | -              | -              | 0,0            | 0,0            | 0,0            | 0,0            | 0,0            |
|                                                                                          | Всего        | 334              | 129              | 25,6             | 40,9             | 19,3             | 76,2             | 2,5              | 4,3              | 1,5              | 0,1              | 9,3              | 30             | 0              | 12,6           | 42,7           | 0,0            | 74,0           | 1,5            | 2,0            | 0,7            | 0,2            | 4,6            |
| Наведите курсор мыши на аббревиатуры в заголовке таблицы, чтобы прочесть их расшифровку. |              |                  |                  |                  |                  |                  |                  |                  |                  |                  |                  |                  |                |                |                |                |                |                |                |                |                |                |                |